# Isaac Cardoso
Fernando o Isaac Cardoso (Trancoso, Portugal, 1604, - Verona, 1683), médico y filósofo preilustrado hispanoportugués.

## Biografía
Nacido de padres judeoconversos, pero no en Lisboa, como creyó José Amador de los Ríos, sino en la Beira portuguesa,ciudad Trancoso, marchó con su familia a España para instalarse en 1610 en Medina de Rioseco, entre Valladolid y Palencia. 
Estudió Medicina, Filosofía y Ciencias Naturales en la Universidad de Salamanca y allí obtuvo el grado de bachiller en artes y, plausiblemente, en Medicina; el 7 de mayo de 1624 gana, por oposición, la cátedra de Filosofía en la Universidad de Valladolid, ciudad en que ejerció además la Medicina. En 1632 publicó composiciones laudatorias al frente de Panegírico del color verde del capitán judaizante Villarreal y del Vesubio del licenciado Quiñones. Luego marchó a ejercer a Madrid, donde destacó con un opúsculo sobre la fiebre y un tratado de hidroterapia en latín sobre las Utilidades del agua y de la nieve, del beber frío y caliente, impreso en 1637 dedicado a Felipe IV; en él sigue las doctrinas del médico sevillano Nicolás Monardes; compuso también un admirativo discurso funeral a Lope de Vega que dedicó al Duque de Sessa y una disertación sobre el origen y restauración del mundo. Hasta 1648 fue médico de la Corte española, año en que, acaso por la caída del Conde Duque de Olivares, protector de los judíos sefardíes, o tal vez escapando de la Inquisición, o las dos cosas, fue a Venecia con su hermano Miguel Cardoso, que también estudió medicina; en la sinagoga de Venecia abrazó la fe mosaica y cambió su nombre de Fernando a Isaac. Sus obras en esta época muestran ideas de física atomista y del Eclecticismo. Se opuso a movimientos de renovación judaicos tales como el misticismo de la Cábala, y por eso se enfrentó al pseudo mesías Shabtai Tzvi, quien había logrado engatusar a su hermano Miguel, ridiculizando la doctrina pitagórica de la transmigración de las almas. En 1652 se traslada con su mujer y una biblioteca de más de 6.000 volúmenes al gueto de Verona, donde ejercerá la medicina hasta su muerte en 1683.
La mayoría de sus obras se encuentran escritas en latín. Según el escritor sefardí Miguel de Barrios escribió también un tomo de poesías y Excelencias de los hebreos (Ámsterdam: David de Castro Tartas, 1679 -3439 de la Creación-), una vindicación del pueblo hebreo dividida en dos partes de diez capítulos cada una: "Excelencias" y "Calumnias", donde demuestra una profunda erudición en historia antigua y moderna. 
Sin embargo es conocido sobre todo por un tratado comprensivo de Cosmogonía, Física, Medicina, Filosofía, Teología y Ciencias Naturales impreso en Venecia en 1673 y dedicado a su República bajo el título de Philosophia Libera in Septem Libros Distributa in quibus omnia, quae ad Philosophum Naturalem spectant, methodice colliguntur et accurate disputantur. Opus non solum Medicis et Philosophis, sed omnium disciplinarum studiosis utilissimum. Justifica el título en que «a una ciudad libre debe dedicarse una filosofía libre también». En esta obra ataca a Aristóteles, en lo que se une a Gómez Pereira y Francisco Vallés, en especial las formas sustanciales y la materia prima, que denomina "vagina et amphora formarum". Como ellos puede ser designado como un ecléctico: 
Quaenam igitur secta complectenda? -Nulla. -Quis philosophus sequendus? -Nullus et omnes. Sapientem namque oportet in nullius jurare verba magistri, quid proprius rationi ac verosimilius appareat.
[Traducción]: «¿A qué secta así pues debemos asignarnos? A ninguna. ¿A qué filósofo hemos de seguir? A todos y a ninguno, porque el estudioso no debe jurar en las palabras del maestro, sino elegir lo mejor de cada uno y lo que más se conforme a la razón y parezca más verosímil».
Se dice, según advierte en su prefacio, discípulo no servil de Vives, Pere d'Olesa, Gómez Pereira y Francisco Vallés, entre los españoles; de Telesio y Tommaso Campanella, entre los italianos. Conoce a fondo los sistemas de Descartes, Gassendi, Maignan y Beligardo. Conoce a Santo Tomás y a sus comentadores a fondo y exhibe una gran erudición filosófica de autores españoles también, en especial jesuitas (Francisco Suárez, Francisco de Oviedo, Hurtado de Mendoza, Toledo, Gabriel Vázquez y otros). Se declara atomista: la materia está compuesta de átomos:
Mínimos e indivisibles principios de las cosas naturales, de los cuales se compone y en los cuales se resuelve todo...; semillas de las cosas, elementos de primera magnitud, llamados por los pitagóricos unidades. Son corpúsculos sólidos, individuales, insecables, indivisibles, pero no como un punto matemático, sino tan sólidos, compactos y mínimos, que no pueden ser divididos.
Afirma que el alma de los brutos es corporal y se reduce a la armonía de los elementos; como el fuego es el elemento más activo y movible, el alma de los brutos es una partícula ígnea templada por otros elementos. Los principios de las cosas naturales no son más que los cuatro elementos. En defensa de sus ideas atomistas combate la doctrina aristotélica de los tres principios: materia, forma y privación. Fue uno de los primeros en escribir que los colores no residen en los objetos, sino que son la luz misma refracta, reflexa ac disposita. Dejándose llevar de sus tendencias nominalistas y un tanto empíricas, negó que se distinguiesen de la sustancia muchos accidentes entitativos, v. gr., la cantidad y la figura. Hay conocimiento profundo de cuanto se sabía de cosmología, fisiología y anatomía a fines del siglo XVII y adivinaciones y vislumbres de la ciencia por venir, pero también severos prejuicios, por ejemplo contra el sistema heliocéntrico. La obra, pese a ser de quien era, circuló con todo linaje de aprobaciones, superiorum permissu et privilegio, libremente por España e Italia y no mereció reparo alguno de la Inquisición, y antes bien fue alabada incluso en los mismos conventos, según declara Marcelino Menéndez Pelayo.

## Obras
- De febri sincopali, Madrid, 1681.
- Utilidades del agua y de la nieve, del beber frío y caliente, 1637.
- Oración fúnebre en la muerte de Lope de Vega, ingenio laureado de las Musas, prodigiosa maravilla de España, eterna admiración de las edades
- Philosophia Libera in Septem Libros Distributa in quibus omnia, quae ad Philosophum Naturalem spectant, methodice colliguntur et accurate disputantur. Opus non solum Medicis et Philosophis, sed omnium disciplinarum studiosis utilissimum, Venecia, 1673.
- Varias Poesías (1680).
- Excelencias de los hebreos (Ámsterdam: David de Castro Tartas, 1679). Hay traducción al hebreo del hispanista Yosef Kaplan con introducción y notas, Jerusalén, 1971.